# Way of a Gaucho
Way of a Gaucho (también llamada Martín el gaucho) es una película estadounidense de género western de 1952, dirigida por Jacques Tourneur y protagonizada por Gene Tierney, Rory Calhoun y Richard Boone. El guion fue realizado por Philip Dunne, basado en una novela de Herbert Childs.

## Sinopsis
El gaucho Martín comete un asesinato en un duelo, y su pena de prisión es conmutada a cambio de que haga el servicio militar, bajo el mando del comandante Salinas. Cuando se cansa de la vida militar, deserta y es perseguido por el vengativo Salinas, quien se ha convertido en jefe de policía. En el transcurso de esta persecución, Martín se enamora de una mujer de la aristocracia, Teresa.

## Reparto
- Rory Calhoun como Martin Penalosa.
- Gene Tierney como Teresa Chávez.
- Richard Boone como Major Salinas.
- Hugh Marlowe como Don Miguel Aleondo.
- Everett Sloane como Falcon.
- Enrique Chaico como Padre Fernández.
- Jorge Villoldo como Valverde.
- Ronald Dumas como Julio.
- Hugo Mancini como Lugarteniente de Ejército.
- Néstor Yoan como Lugarteniente de Ejército.

## Producción
La película fue producida por 20th Century Fox y se grabó en locación en Argentina. Fue parte de las películas de producción estadounidense realizadas fuera de Hollywood, en otros países, particularmente Gran Bretaña e Italia, donde los estudios de Hollywood tuvieron cantidades grandes del dinero congelado debido a los controles monetarios. Durante la Segunda Guerra Mundial el mercado argentino había quedado abierto a las películas de Hollywood y Fox había obtenido ingresos significativos, que no podía gastar fuera del país ya que esto estaba prohibido durante el gobierno de Juan Domingo Perón.
Henry King fue originalmente el candidato a director, pero no estaba disponible y fue reemplazado por Tourneur. En roles secundarios o de reparto se contrataron actores argentinos angloparlantes. La producción de la película fue problemática, en parte debido a una relación tensa entre los realizadores y el gobierno peronista de Argentina. La historia es una versión libre del poema épico Martín Fierro (1872 y 1879) del poeta argentino, político y periodista José Hernández. El productor y guionista de la película, Philip Dunne, observó que los partidarios de Juan Perón: "habían hecho del legendario gaucho, entonces casi extinto, un héroe nacional y símbolo de su nacionalismo agresivo", y el guion era estrechamente controlado por el ministro de Información Raúl Apold. Fue Apold quien eligió al asesor de temas costumbristas que trabajaría con Dunne, el pintor especialista en el campo argentino Eleodoro Marenco.
El presupuesto se pasó por $413,000 de lo estipulado y finalmente costó $2,239,000.